# H2O (banda)
H2O é uma banda de hardcore punk de Nova York formada em 1995 depois que Toby Morse cansou de ser roadie da banda Sick of It All.

## História
Durante a turnê de SOIA Morse regularmente subia aos palcos para cantar com a banda. A multidão sempre gostava então ele decidiu tentar a sorte por ele mesmo com sua própria banda. 
A banda também tem músicas no video game Crazy Taxi e Street Sk8ter.
H2O teve turnês sem parar de 95 a 96, abrindo shows para quase todas as bandas de hardcore da costa leste, incluindo shows do Rancid em Roseland Ballroom, NYC durante a melhor fase do Rancid. Em janeiro de 96 a banda gravou seu primeiro CD auto intitulado em Brielle Studios NY e lançou em Maio. O CD basicamente continha todas as músicas que tocaram em suas turnês. Eles iriam fazer turnê o verão todo com Murphys Law. H2O se apresentou no CBGB's em outubro daquele ano para gravar o vídeo de Family Tree. Eles tambem fizeram turnê com Social Distorcion em outubro de 96. 
Em Junho de 97 gravaram rapidamente o CD Thicker Than Water, em outubro. Eles fizeram turnês durante o resto do ano e durante 98. No ano de 97 abriram show para o Misfits, Pennywise, Sick of It All, CIV e Mighty Mighty Bosstones, e Warped Ttour 98 e 99. 
Em 1999 gravaram Faster Than The Word F.T.T.W. e em maio e fizeram o vídeo One Life One Chance e novamente fizeram turnês, dentre está no Japão, Europa e Estados Unidos até 2000. em 99 e 2000 fizeram tourne com NOFX, The Boucing souls, 7 secons e Saves the Day.
Em novembro e dezembro de 2000 gravaram seu primeiro disco com grande gravadora MCA Records intitulado GO!. 
Go! foi lançado em maio de 2001 e produzido por Matt Wallace (GFaith no More, Replacements, Maroon 5)
Em 2005 fizeram turnê com Madball na Europa e em todo os EUA com The Used, Pennywise e Dropkick Murphys. Em 2006 Fizeram uma turnê Pela america do Sul pela primeira vez, e nos Estados Unidos com Rancid.
H2O retornou aos estúdios para gravar Nothing To Prove em 2008 com a Bridge 9 Records. A banda continua divulgando o álbum fazendo turnês com o Rancid. 
Em maio de 2008 foi anunciado que H2O iria tocar no Reading and Leeds Festival em UK. 
H2O recentemente lançou um DVD intitulado One Live One Chance. A banda tambem abriu show para Dropkick Murphys em St. Paddy's Day em 2009.

## Discografia

### Álbuns
- H2O (1996)
- Thicker Than Water (1997)
- F.T.T.W. (1999)
- Go (2001)
- Nothing to Prove (2008)
- Use Your Voice (2015)

### EPs
- This Is The East Coast...! Not LA ! (com Dropkick Murphys) (2000)
- Live EP (H2O) (2000)
- All We Want (2002)

### 7"
- 94-95 Four Song Demo (1994)
- Seveninch (1995)
- Can't Get Off The Phone (1996)
- Everready (1998)
- H2O/CHH split (double 7") (1998)
- Old School Recess (1999)
- It Was A Good Day/I Want More (2001)
- Still The Same Fellas (2008)

### Compilações
- The World Still Won't Listen (1996) "Heaven Knows I Am Miserable Now"
- Show & Tell (A Stormy Remembrance of TV Themes) (1997) "Cops (TV Show Theme)"
- Anti Racist Action Benefit CD (1997) "Nazi Punks #### Off!"
- Creepy Crawl Live (1997) "5 Year Plan (Live) – Here Today, Gone Tomorrow (Live)"
- Punk-O-Rama Vol. 2.1 (1997) "Family Tree"
- Punk-O-Rama Vol. 3 (1998) "Everready"
- Punk-O-Rama Vol. 4, Straight Outta The Pit (1999) "Faster than the world"
- Fight The World, Not Each Other – A Tribute To 7 Seconds (1999) "Not Just Boys Fun"
- Short Music for Short People (1999) "Mr. Brett, Please Put Down Your Gun"
- A Compilation of Warped Music II by Side One Dummy (1999) "Old Skool Recess"
- Punk-O-Rama Vol. 5 (2000) "Guilty By Association"
- World Warped, Vol.3: Live (2000) "Faster Than The World (Live)"
- Punk Uprisings Vol. 2 (2000) "Universal Language (Live)"
- Rebirth of the Loud (2000) "It Was a Good Day"
- Warped Tour 2001 Tour Compilation (2001) "Unwind"
- Punk Rock Jukebox (2002) "Friend (alternate take)"
- New Found Glory "Sticks and Stones" Bonus CD (2002) "Static" (later released as "Mitts" on Nothing To Prove (2008))
- Dive into Disney (2002) "It's A Small World"
- Live At Continental Best of NYC Vol. 1 (2005) "Liberate (Continental Best of NYC Vol I.)
- Punk Rock is Your Friend: Kung Fu Records Sampler No. 6 (2005) "Guilty By Association (Live)"
- Scream For Help! (2006) "Family Tree"

### Filmes
- Shooting Vegetarians  (1999)

### DVDs
- One Life One Chance (2005)
- On a boot around Manhattan (2010)

## Formação

### Membros atuais
- Toby Morse – vocais 1995 - presente
- Todd Morse – guitarra, vocais 1995 - presente
- Rusty Pistachio – guitarra, vocais 1995 - presente
- Adam Blake – baixo, guitarra 1996 - presente
- Todd Friend – bateria, percussão 1996 - presente

### Ex-membros
- Eric Rice – baixo 1995 - 1996
- Max Capshaw – bateria, percussão 1995 - 1996